# Nassaulaan 61 (Baarn)
Villa De Wingerd aan de Nassaulaan 61 is een gemeentelijk monument in Baarn in de provincie Utrecht. Het huis staat in het Wilhelminapark dat onderdeel is van rijksbeschermd dorpsgezicht Prins Hendrikpark e.o.
De villa is rond 1910 gebouwd en heeft thans een woonbestemming.. Het pand lijkt veel op villa Murmanda op Javalaan 48. Boven de ingang is een afdak met een groot glas-in-lood halvenster. Een driezijdige erker is aangebouwd aan de rechter zijgevel.